# Gabriel Szerda
Gabriel Szerda (ur. 14 sierpnia 1977) – australijski zapaśnik walczący w stylu wolnym. Olimpijczyk z Sydney 2000, gdzie zajął dwunaste miejsce w kategorii 97 kg.
Zajął jedenaste miejsce na mistrzostwach świata w 1998. Zdobył cztery medale na mistrzostwach Oceanii w latach 1995 - 2000.